# Hedydipna
Hedydipna (лат.) — род птиц из семейства нектарницевых.

## Распространение
Род включает виды, встречающиеся в Африке.

## Описание
Длина тела — 8-17 см (включая удлиненный хвост самца), масса тела самца — 5,3-11 г, масса тела самки — 5,4-9,7 г. Клюв короткий и почти прямой, у основания более широкий. Язык узкий и плоский на 3/4 своей длины. Края языка, закатываясь внутрь, формируют две трубочки.

## Список видов
В состав рода включают 4 вида:
- Hedydipna collaris (Vieillot, 1819) — Зеленоголовая короткохвостая нектарница
- Hedydipna metallica (Lichtenstein, 1823) — Металлическая короткохвостая нектарница
- Hedydipna pallidigaster (W.L.Sclater et Moreau, 1935) — Аманийская нектарница
- Hedydipna platura (Vieillot, 1819) — Нектарница-пигмей